# Lucy (sonda kosmiczna)
Lucy – sonda kosmiczna amerykańskiej agencji NASA, która ma zbadać planetoidy trojańskie. Została wystrzelona 16 października 2021 roku. Jej podstawowa misja ma potrwać 12 lat.

## Nazwa
Nazwa sondy pochodzi od skamieniałości samicy australopiteka Lucy, którą z kolei nazwano od piosenki Lucy in the Sky with Diamonds zespołu The Beatles.

## Cele misji
Sonda Lucy ma wykonać przeloty w pobliżu ośmiu planetoid, w tym siedmiu trojańczyków Jowisza. W 2025 roku minęła małą planetoidę pasa głównego, (52246) Donaldjohanson należącą do typu spektralnego C, po czym dotrze do poprzedzającej Jowisza chmury planetoid w pobliżu punktu L4, tzw. „obozu greckiego”. Tam w latach 2027–2028 odwiedzi planetoidy (3548) Eurybates (również typu C, ma księżyc), (15094) Polymele (typu P), (11351) Leucus i (21900) Orus (obie typu D). W 2033 roku ma dotrzeć do „obozu trojańskiego” w pobliżu punktu libracyjnego L5, gdzie zbada planetoidę podwójną (617) Patroclus–Menoetius (obie typu P).

## Instrumenty
Przyrządy badawcze sondy są unowocześnionymi wersjami urządzeń wykorzystywanych we wcześniejszych misjach New Horizons i OSIRIS-REx:
- L’Ralph – kamera multispektralna i podczerwony spektrometr obrazujący, do badania składu powierzchni i śladów aktywności;
- L’LORRI (ang. LOng Range Reconnaissance Imager) – wysokorozdzielcza kamera panchromatyczna, działająca w świetle widzialnym, do uzyskania dokładnych obrazów powierzchni trojańczyków;
- L’TES (Thermal Emission Spectrometer) – spektrometr podczerwieni do badania właściwości termodynamicznych powierzchni;
- dodatkowo antena wysokiego zysku może być wykorzystana w badaniu mas planetoid, poprzez śledzenie przesunięć dopplerowskich sygnału radiowego, a szerokokątna kamera śledząca cele (T2CAM) pozwoli lepiej określić kształty odwiedzonych obiektów[1].

## Historia
W 2017 roku NASA ogłosiła wybór kolejnych misji programu Discovery. Z pięciu projektów wybrano dwie misje do planetoid: Lucy i Psyche. Na dalszą przyszłość zostały odłożone projekty misji do Wenus: VERITAS i DAVINCI, oraz teleskop kosmiczny do obserwacji obiektów bliskich Ziemi, nazwany NEOCam.
Sonda została wystrzelona 16 października 2021 roku z Centrum Kosmicznego Johna F. Kennedy’ego na Florydzie, za pomocą rakiety Atlas V.